# Troms (circonscription électorale)
La circonscription électorale de Troms est une circonscription électorale de la Norvège, utilisée pour les élections législatives.
Ses frontières correspondent au comté du même nom.